# Battaglia del Monte Gindaro
La battaglia del monte Gindaro fu combattuta il 9 giugno del 38 a.C. fra i Romani guidati da Publio Ventidio Basso e i Parti comandati dal re Pacoro I.
Fu la battaglia decisiva della campagna combattuta da Ventidio Basso, l'abile luogotenente di Marco Antonio, per bloccare e respingere l'invasione della provincia romana di Siria da parte dell'Impero partico, seguita all'indebolimento del dominio romano in Oriente a causa dalla guerra civile tra il secondo triumvirato e i cesaricidi.
Publio Ventidio dimostrò abilità tattica e fredda determinazione e ottenne una schiacciante vittoria, vendicando in parte la sconfitta di Crasso a Carre del 53 a.C.. I Parti dovettero ripiegare ad oriente dell'Eufrate e i Romani ripresero il controllo dei territori della provincia stabilendo le posizioni di partenza per la successiva campagna partica di Marco Antonio del 36 a.C.

## Il dominio di Roma in Oriente

### Invasione dei Parti
Dopo aver assunto per un breve periodo il controllo delle province romane d'Oriente e dei territori dei principi locali soggetti a Roma, i due cesaricidi Marco Giunio Bruto e Gaio Cassio Longino erano stati sconfitti da Marco Antonio nella doppia battaglia di Filippi dell'ottobre 42 a.C. al termine della quale si erano entrambi suicidati. Il vincitore aveva quindi proseguito con una parte delle sue legioni verso l'Oriente per riorganizzare il potere dei triumviri e controllare i principati locali. In realtà Antonio dopo essere giunto a Tiro si recò poi ad Alessandria dove rimase per qualche tempo iniziando la sua turbolenta relazione con la regina Cleopatra, mentre i suoi luogotenenti Tito Munazio Planco e Lucio Decidio Saxa furono inviati a prendere il comando rispettivamente della provincia d'Asia e della provincia di Siria.
Mentre Marco Antonio era distratto dal suo rapporto con Cleopatra e dai confusi sviluppi della guerra di Perugia, la situazione del dominio romano in Oriente precipitò nel 40 a.C. con l'invasione delle province da parte dell'Impero partico, sollecitato a prendere l'iniziativa dai principati locali siriani e da Quinto Labieno, un luogotenente di Bruto e Cassio che si trovava già in precedenza alla corte dei Parti per richiedere il loro aiuto nella guerra contro i triumviri.
L'invasione dei Parti, guidati da Quinto Labieno e da Pacoro, il figlio del re Orode II, ebbe inizialmente successo e travolse le deboli forze romane presenti nelle province; in Siria Decidio Saxa fece resistenza ad Apamea e a Antiochia ma una parte delle sue forze defezionarono e Labieno riuscì a conquistare le due fortezze; il governatore romano si rifugiò quindi in Cilicia dove però venne catturato e ucciso. Pacoro invase a sua volta la Siria e scese fino in Palestina, mentre l'altro governatore Munazio Planco trovava scampo in un'isola dell'Egeo.

### Controffensiva di Ventidio Basso
Marco Antonio, giustamente allarmato dal crollo del predominio romano in Oriente e dalla minaccia dei Parti che assediavano anche Tiro e Stratonicea, decise, dopo aver concluso i nuovi accordi di Brindisi con l'altro triumviro Cesare Ottaviano, di riprendere l'iniziativa trasferendo in Oriente buona parte delle legioni veterane disponibili in Italia e in Macedonia. Egli nel 39 a.C. inviò in Siria con undici legioni veterane il suo miglior luogotenente, Publio Ventidio Basso, in attesa di prendere personalmente il comando delle operazioni.

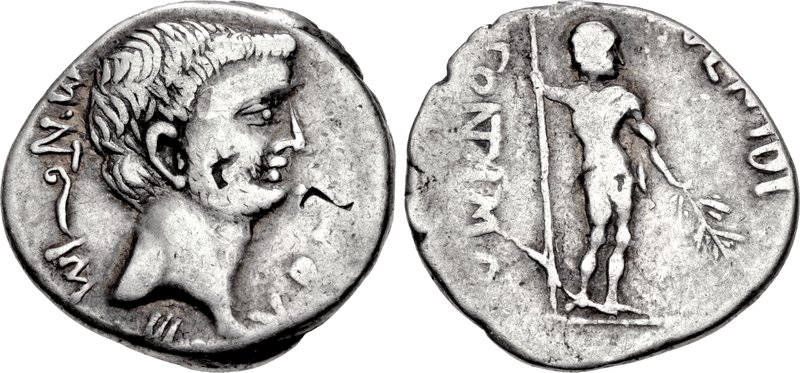
Moneta con effigie di Marco Antonio e, al rovescio, la legenda di Publio Ventidio Basso,.

Publio Ventidio Basso dimostrò grande abilità e ottenne subito importanti vittorie; nell'agosto 39 a.C. marciò contro Quinto Labieno e lo costrinse a battere in ritirata; subito dopo nella battaglia del Monte Tauro sconfisse, schierato saldamente sulle pendici dell'alture, la cavalleria dei Parti che, senza ricongiungersi con le residue forze di Labieno, si era precipitosamente lanciata in una carica in salita; quindi inseguì Quinto Labieno che, fuggiasco in Cilicia con pochi compagni, venne ben presto catturato e ucciso. Successivamente Ventidio Basso avanzò rapidamente in Cilicia inviando in avanscoperta un'avanguardia al comando di Pompedio Silone che tuttavia venne bloccato dall'esercito dei Parti comandato dal generale Franapate vicino allo strategico Monte Amanus che dava accesso alla Siria. Ventidio giunse con le legioni in soccorso di Pompedio Silone e batté nuovamente i Parti nella battaglia del Monte Amanus, Franapate fu ucciso e i resti del suo esercito ripiegarono verso l'Eufrate; il comandante romano poté rioccupare agevolmente la Siria e la Palestina.
Nella primavera del 38 a.C. tuttavia i Parti ritornarono all'attacco e invasero nuovamente la Siria; Pacoro, divenuto re dell'Impero partico dopo la morte del padre Orode II, organizzò un grande esercito composto principalmente di arcieri a cavallo e cavalleria pesante catafratta e passò all'offensiva per riconquistare i territori perduti. Ventidio Basso temeva l'offensiva nemica; egli aveva bisogno di tempo per raggruppare le sue legioni disperse sul territorio nei quartieri d'inverno. Con un abile stratagemma, fornendo informazioni erronee ad un principe locale segretamente alleato di Pacoro, il comandante romano riuscì a ritardare l'avanzata nemica inducendo il re dei Parti ad evitare di passare l'Eufrate a Zeugma; i Parti invece attraversarono il fiume più a sud e marciarono per una più lunga pista meridionale. In questo modo Ventidio ebbe tempo per concentrare tutte le sue legioni e predisporre accuratamente i suoi piani per affrontare l'esercito di Pacoro.

## Battaglia

### Attacco dei Parti sul Monte Gindaro
Ventidio Basso non aveva cercato di impedire al nemico il passaggio dell'Eufrate; egli era deciso a non attaccare subito i Parti, ma attendere il loro arrivo su una posizione accuratamente scelta sulle pendici dominati del Monte Gindaro, in Cyrrhestica, dove pose gli accampamenti delle sue legioni. L'apparente prudenza e scarso spirito offensivo dei Romani trasse in inganno Pacoro e indusse gli orientali a credere che i loro avversari fossero timorosi e passivi e che temessero di affrontare una battaglia campale. Pacoro marciò quindi con tutto l'esercito verso il Monte Gindaro per attaccare subito il nemico nonostante la sfavorevole situazione tattica sui declivi dell'altura.
Il mattino della battaglia Ventidio parlò alle legioni; egli apparve risoluto e fiducioso; affermò che i Parti stavano per cadere in una trappola e che "Marte, dio della guerra, avrebbe dato i propri favori a Roma". I legionari veterani, ottimisti ed esperti, entrarono in battaglia con piena fiducia nella vittoria; le legioni uscirono dagli accampamenti e si schierarono in ordine serrato sui versanti del declivio del Monte Gindaro.
Lo svolgimento tattico della battaglia fu simile a quello dello scontro del Monte Tauro; Ventidio Basso, solidamente schierato sui versanti del Monte Gindaro, poté attendere in posizione dominante l'attacco della cavalleria dei Parti che si concluse con un disastro per le forze del re Pacoro. Secondo lo storico britannico Howard H. Scullard, il re Pacoro fu temerario e precipitoso; fiducioso di ottenere una facile vittoria, egli avrebbe contato troppo sulla sua cavalleria pesante catafratta, limitando invece l'impiego degli abili arcieri a cavallo.
In realtà sembra di capire soprattutto dal racconto di Cassio Dione, che furono gli arceri a cavallo che si lanciarono con grande entusiasmo in una carica in salita verso lo schieramento delle legioni; Publio Ventidio tenne sotto controllo le sue forze e nel momento più opportuno sferrò l'attacco con le legioni che si lanciarono compatte in discesa lungo il declivio in una carica di corsa per abbreviare l'intervallo di tempo prima di giungere a contatto con il nemico. I legionari misero in grande difficoltà gli arceri a cavallo che, privi di corazzature, furono attaccati a distanza ravvicinata dalla fanteria pesante romana, subirono pesanti perdite e batterono in ritirata giù per la collina. Alcuni gruppi di cavalieri, sorpresi e in preda al panico, si disgregarono completamente e, nella confusione della fuga, intralciarono o impedirono l'azione di altri reparti.
Cassio Dione afferma che invece i cavalieri pesanti catafratti, guidati personalmente da Pacoro, erano rimasti ai piedi del Monte Gindaro e in un primo momento, pur sorpresi dal disastro e dalla fuga degli arceri a cavallo, mantennero la coesione e si batterono con valore. In netta inferiorità numerica rispetto alle legioni, i catafratti conservarono le loro posizioni isolati mentre i legionari romani discendevano lungo il declivo e, dopo aver disperso la cavalleria leggera, circondavano i nemici rimasti in campo. A questo punto Publio Ventidio prese l'opportuna decisione di arrestare l'avanzata delle legioni ed evitare un immediato attacco diretto alla cavalleria catafratta ancora in campo ai piedi del Monte Gindaro; egli trattenne e riorganizzò i legionari e fece intervenire i suoi efficienti reparti di funditores, reclutati principalmente a Creta ed in altre regioni della Grecia.

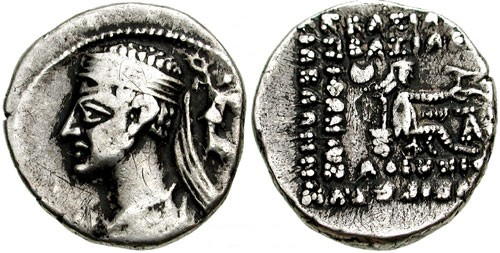
Moneta di Pacoro I; al rovescio un arciere seduto.

I frombolieri cretesi e greci dell'esercito romano erano ben addestrati e molto abili nel lancio di grosse pietre con precisione e a distanze notevoli, superiori a quelle degli arcieri nemici; la loro azione, priva di contrasto da parte degli avversari, fu micidiale. Schierati sulle alture del Monte Gindaro, bersagliarono a lungo con devastanti lanci di pietre le linee dei catafratti di Pacoro accerchiati ai piedi dell'altura. I legionari romani, fermi in attesa che il bombardamento indebolisse in modo decisivo l'ultimo nucleo di resistenza nemica, osservarono con compiacimento e soddisfazione la distruttiva azione dei frombolieri. Le pietre provocarono pesanti danni ai catafratti che furono in gran parte feriti; anche i cavalli vennero decimati dai lanci.

### Attacco finale delle legioni romane e morte di Pacoro
Ventidio Basso, quando ritenne sufficientemente indebolito lo schieramento dei catafratti, diede finalmente gli ordini finali della battaglia; i frombolieri sospesero la loro azione e le legioni lanciarono le grida di guerra e si mossero in formazione serrata per l'attacco decisivo. Nell'ultima fase della battaglia gli assalti dei legionari si concentrarono soprattutto contro il principale nucleo di resistenza rimasto del nemico raccolto intorno al re Pacoro che era già stato costretto a combattere a piedi e aveva subito ferite per i lanci dei frombolieri. Nonostante l'aspra resistenza delle guardie del corpo del re, i legionari romani si spinsero avanti da tutte le direzioni; Pacoro alla fine cadde morto. A questo punto si accese un violento combattimento per il possesso delle spoglie del re. Dopo scontri sanguinosi a distanza ravvicinata, i legionari romani ebbero la meglio: le guardie del corpo furono uccise, le spoglie di Pacoro furono prese e un centurione tagliò subito la testa del re e la mostrò alle legioni che risposero con grida di trionfo.
L'annientamento delle guardie del corpo del re e la tragica morte di Pacoro provocarono il crollo della resistenza dei Parti; molti si arresero alla vista della sorte del re; mentre i superstiti tra la cavalleria catafratta cercarono a questo punto di trovare una via d'uscita dall'accerchiamento e si dispersero in varie gruppi. Una parte seguirono verso sud gli arceri che si erano già ritirati in precedenza e cercarono di raggiungere il ponte sull'Eufrate; altri gruppi fuggirono in rotta verso nord cercando di trovare riparo nel territorio montuoso della Commagene dove speravano di essere accolti dal re Antioco I. Ventidio aveva previsto l'eventuale ritirata dei Parti ed era deciso ad impedire che essi riuscissero, come era accaduto nella battaglia del Monte Amanus, a sfuggire in gran numero dall'accerchiamento.
Il comandante romano aveva tenuto pronti a sud del Monte Gindaro formazioni di cavalleria ed altri reparti legionari di fanteria che intercettarono la via d'uscita in direzione del ponte sull'Eufrate; di conseguenza i parti in fuga verso sud furono bloccati prima del fiume e in gran parte uccisi o catturati. Ventidio Basso completò quindi in questo modo la sua vittoria annientando gran parte dell'esercito di Pacoro che aveva invaso la provincia siriaca.
Secondo la tradizione antica la battaglia del Monte Gindaro sarebbe stata combattuta il 9 giugno del 38 a.C., lo stesso giorno in cui, nel 53 a.C., aveva avuto luogo la catastrofe di Marco Licinio Crasso nella battaglia di Carre; Ventidio Basso, con la sua vittoria e l'uccisione del re nemico, secondo Plutarco, raggiunse la vendetta completa sui Parti e guadagnò grande fama tra i cittadini di Roma.

## Bilancio e conseguenze
Dopo la grande vittoria, Ventidio sfruttò subito la favorevole situazione e riprese rapidamente il controllo della provincia di Siria; egli, per impressionare i potentati e le popolazioni locali e dimostrare l'inesorabile potenza di Roma, fece mostrare in pubblico la testa di Pacoro. Le popolazioni si sottomisero rapidamente e Ventidio poté marciare subito verso la Commagene il cui re Antioco aveva dato riparo ai superstiti della battaglia del Monte Gindaro. È probabile che il comandante romano volesse punire Antioco ma soprattutto mirasse ad impadronirsi delle ingenti ricchezze della Commagene.
Ventidio raggiunse e assediò Samosata sul fiume Eufrate; mentre l'assedio alla fortezza si prolungava, arrivò sul campo Marco Antonio in persona che assunse il comando; nelle fonti antiche si afferma che il triumviro provasse invidia per le vittorie di Ventidio Basso e che per questo motivo volesse guidare personalmente la campagna; Ventidio Basso venne rimandato a Roma. Antonio in seguito conquistò Samosata e organizzò con l'aiuto degli altri suoi luogotenenti Gaio Sosio e Publio Canidio Crasso le basi logistiche e strategiche per la prevista grande campagna contro i Parti diretta ad ottenere la vittoria definitiva e la sottomissione della potenza orientale.
In realtà Ventidio Basso ricevette un'entusiastica accoglienza a Roma per i suoi successi in Oriente culminati nella vittoria del Monte Gindaro; nella città vennero indette solenni cerimonie di ringraziamento agli dei. Riferendosi alla battaglia e al ruolo di Ventidio, così scrive Plutarco:
Effettivamente nel novembre del 38 a.C. Publio Ventidio Basso, il generale dall'oscuro passato che era stato esibito da bambino come prigioniero nel trionfo di Gneo Pompeo Strabone, celebrò, unico dei Romani, il trionfo sui Parti in riconoscimento della sua vendetta per la disfatta di Crasso a Carre.